# Conivaptan
Il conivaptan, commercializzato con il nome di Vaprisol, è un calcio-antagonista che agisce inibendo il recettore della vasopressina. Nel 2004 ne è stata approvata la messa in vendita per il trattamento dell'iponatriemia. Il conivaptan è inoltre usato nel trattamento della sindrome da inappropriata secrezione di ADH.
Il conivaptan inibisce due dei tre sottotipi di recettori per la vasopressina: V1a e V2. Causa, come effetto iatrogeno quasi inevitabile, il diabete insipido nefrogenico.
Anche se non è stato approvato l'impiego del farmaco nel trattamento dell'insufficienza cardiaca congestizia, il suo ruolo di antagonista dei recettori vasopressinici potrebbe predisporlo a questo utilizzo.

## Descrizione
Il conivaptan è un composto idrocloridrico che si presenta sotto forma di polvere di colore biancastro-giallo chiaro. La sua solubilità in ambiente acquoso è di circa 0,25 mg alla temperatura di 23 °C. Viene somministrato mediante infusioni endovenose: la dose standard iniettabile è costituita da 20 mg di conivaptan, 0,4 g di etanolo, 1,2 g di glicole propilenico e da acqua.

## Farmacodinamica
L'affinità in vitro per i recettori della vasopressina-arginina è dell'ordine dei nanomolari. I corretti livelli ematici di arginina-vasopressina sono cruciali per la regolazione e l'equilibrio di acqua ed elettroliti. Nello specifico, i recettori V2 regolano l'osmolalità plasmatica e sono accoppiati alle acquaporine (proteine canale) nei dotti collettori dei reni. Il conivaptan cloridrato agisce antagonizzando i recettori V2 nei dotti collettori, fungendo così da acquaretico.
I tipici effetti di questo farmaco sono un forte aumento dell'escrezione renale di liquidi, con aumento della diuresi e diminuzione dell'osmolalità urinaria. Il conivaptan inibisce alcuni processi metabolici che lo riguardano, mostrando pertanto una farmacocinetica non lineare. Circa il 99% del conivaptan presente in circolo si lega alle proteine plasmatiche umane con una concentrazione compresa tra 10 ng/mL e 1000 ng/mL. L'emivita del farmaco è di circa 5 ore e la clearance media è di 15,2 litri/ora.

## Utilizzi
Il conivaptan è più comunemente usato in ospedale nei casi di iponatriemia euvolemica e ipervolemica, condizioni in cui il livello di sodio nel sangue scende significativamente al di sotto del normale. Negli Stati Uniti, l'iponatriemia colpisce circa il 4% dei pazienti ospedalizzati. Sebbene spesso l'iponatriemia sia asintomatica, nei casi più gravi può causare edema cerebrale, arresto respiratorio e, in alcuni casi, il decesso. L'iponatriemia ipervolemica, in particolare, è spesso associata a insufficienza cardiaca congestizia, epatopatia e insufficienza renale.

## Effetti collaterali
La maggior parte degli effetti collaterali del conivaptan consistono in reazioni infiammatorie nel sito di infusione del farmaco. Complicanze più gravi sono disturbi a carico dell'apparato circolatorio o del sistema linfatico, disturbi gastrointestinali, alterazioni del metabolismo e disturbi psichiatrici (ansietà, irrequietezza, psicosi iatrogena).
In caso di sovradosaggio, se la natriemia viene fatta aumentare troppo rapidamente, si può innescare una mielinolisi pontina centrale con esito solitamente fatale.